# 却西·阿旺协珠丹贝尼玛
却西·阿旺协珠丹贝尼玛（藏語：ངག་དབང་བཤད་སྒྲུབ་བསྟན་པའི་ཉི་མ，威利转写：ngag dbang bshad sgrub bstan pa'i nyi ma；？—?）藏族，籍贯不详，第二世却西活佛。

## 生平
1812年，任塔尔寺密宗学院第三十八任堪布。1816年到1818年，任塔尔寺第四十五任法台。其间，1816年维修大金瓦殿，并加固了墙基，饰以绿琉璃砖墙；1817年对大经堂进行维修；1818年又对九间殿进行维修。